# Chariesthes socotraensis
Chariesthes socotraensis är en skalbaggsart som beskrevs av Karl Adlbauer 2002. Chariesthes socotraensis ingår i släktet Chariesthes och familjen långhorningar. Inga underarter finns listade i Catalogue of Life.